# Aeroportul Jiwani
Aeroportul Jiwani (IATA: JIW, ICAO: OPJI) este un aeroport din Baluchistan⁠(d), Pakistan.
Situat la o altitudine de 57 m, aeroportul dispune de o singură pistă. Este operat de Pakistan Civil Aviation Authority⁠(d).